# Enrico Nardi
Pas d'image ? Cliquez ici
Enrico Nardi (né en 1907 à Bologne et mort le 23 août 1966) est un pilote automobile et designer automobile italien.

## Biographie
Enrico Nardi travaille chez Lancia entre 1929 et 1937 en tant qu'ingénieur sur des camions, pilote automobile et plus tard comme conseiller de Vincenzo Lancia. Il fut moyennement bon comme pilote en 1932 quand il créa avec Augusto Monaco le Nardi-Monaco Chichibio,.
Il participe lui-même au Mille Miglia sur Fiat 508 Balilla avec J. McCain en 1935 et M. Trivero en 1936 puis sur Lancia Augusta Berlina avec Vittorio Mazzonis en 1937 et enfin sur Lancia Aprila avec P.U. Gobbato en 1938.
Travaillant avec la Scuderia Ferrari de 1937 à 1946, Enrico Nardi se rend célèbre par son travail sur la Fiat 508 (châssis de l'Auto Avio Costruzioni 815 de 1940) et participe à son développement en suivant le design de Massimino. Il copilote la 815 avec Lotario Rangoni au Mille Miglia de 1940.